# رادو كانتاكوزينو
رادو كانتاكوزينو (17 مارس 1699- 1761) أمير روماني من القرن الثامن عشر، وجنرال ومغامر، ومطالب بالعرش. بصفته الابن الأكبر لشتيفان كانتاكوزينو، أمير والاشيا 1714-1716، كان رادو حاكمًا مستقبليًا محتملًا لوالاشيا، لكن أجبر هو وعائلته على الفرار إلى المنفى بعد إعدام شتيفان، مـُقـْطـَع (تابع) للإمبراطورية العثمانية، بعد أن تبين أنه يتآمر مع ملكية هابسبورغ ضد العثمانيين. سافر رادو، في سعيه لاستعادة عائلته السلطة في والاشيا، عبر أوروبا وشارك في مخططات مختلفة لزيادة مكانته وثروته وقوته. التقى في أسفاره، ببعض أقوى الأشخاص وأكثرهم نفوذًا في عصره، مثل بطرس الأكبر في روسيا وفريدريش العظيم في بروسيا.
عاش رادو ووالدته بونا وشقيقه الأصغر قسطنطين، منذ عام 1717 حتى عام 1745، بشكل أساسي في فيينا، عاصمة ملكية هابسبورغ. على الرغم من حصولهما على معاش تقاعدي وسكن من الحكومة الإمبراطورية، غير أن الأخوين اعتبرا ذلك غير كاف. ولم تؤد الشكاوى المرسلة إلى الحكومة إلا إلى تخفيض معاشاتهم التقاعدية. بدأ رادو في المبالغة وتحسين أصل عائلته، على أمل زيادة مكانته وكسب المزيد من المال. ادعت عائلة كانتاكوزينو انحدار نسبها من عائلة كانتاكوزينوي، وهي عائلة نبيلة ذات نفوذ وقوية من الإمبراطورية البيزنطية السابقة. صرح رادو أنه سليل مباشر للإمبراطور البيزنطي جون السادس كانتاكوزينوس (حكم منذ 1347 حتى 1354)، ولقسطنطين العظيم (حكم منذ 306 حتى 337)، وبدأ رادو العمل بصفته المعلم الكبير في نظام الفروسية الذي اخترعه، «النظام الإمبراطوري الملائكي المرموق للشهيد المقدس العظيم القديس جورج»، وادعى لاحقًا أنه المعلم الكبير الشرعي لنظام القديس جورج العسكري المقدس، وهو نظام فروسي له ارتباطات بيزنطية مزيفة. ادعى رادو أيضًا أنه الحاكم المستحق لعدة مناطق في البلقان، أكثر بكثير من تلك التي حكمتها عائلته مسبقًا. ربما يكون الإمبراطور الروماني المقدس تشارلز السادس قد اعترف بمنصبه كمعلم كبير للنظام القسطنطيني في عام 1735.
في عام 1736، عهد إلى رادو بناءً على طلبه بقيادة «فوج إيليري» من الجنود المتمركزين في صربيا التي تسيطر عليها عائلة هابسبورغ. قاد رادو هذه القوات إلى المعركة في إيطاليا خلال حرب الخلافة البولندية. بعد عودته إلى صربيا مع هذه القوات، شارك رادو، برفقة شقيقه قسطنطين، في مخطط فاشل ومشبوه لمحاولة الاستحواذ على البلقان لعائلتهم، على أمل وضع قسطنطين على عرش صربيا ورادو على عرش والاشيا، جزئيًا من خلال تشجيع التمردات المحلية ضد عائلة هابسبورغ. عُزل رادو من القيادة في عام 1740 بعد اتهامه بسوء إدارة قواته. بحلول عام 1744، بدأت مطالبات رادو تصبح موضع شك من قبل أرستقراطيي فيينا ووقع الأمير أيضًا في ديون (التزامات) كبيرة. بالنظر إلى أن رادو كان موضع شك سياسيًا وأخلاقيًا بسبب ديونه وأنشطته في صربيا ومنحه لقب فارس لعامة الناس والتجار مقابل المال، ألغى حكام ملكية هابسبورغ، ماريا تيريزا وفرانسيس الأول، حقوق رادو في السيادة الكبرى وجعلوا جميع الألقاب والامتيازات الممنوحة له باطلة. تدمرت سمعته وفر رادو من فيينا في عام 1745، أملًا منه بالهروب من محصلي الديون المحليين. اعتقل شقيقه قسطنطين في العام التالي وقضى نحو أربعين عامًا في السجن.
بعد مغادرة فيينا، سافر رادو وزوجته إليزابيث ديستيفال في جميع أنحاء أوروبا، حيث قدم رادو خدماته لمختلف النبلاء واستمر في ادعائه لمنصب المعلم الكبير. سافرا إلى بروسيا، إرفورت، باريس، البندقية، دريسدن، لايبزيغ، فرانكفورت، وربما بعد ذلك إلى روما. في النهاية، انتهى بهم المطاف في كاميانيتس بوديلسكي، بولندا (أوكرانيا اليوم)، حيث توفي رادو عام 1761.

## نسبه وبداية حياته
ولد رادو كانتاكوزينو في بوخارست في 17 مارس 1699 باعتباره الابن الأكبر لشتيفان كانتاكوزينو، أمير والاشيا (حكم من 1714 إلى 1716)، وبونا غريسيانو كانتاكوزينو. ينتمي رادو إلى عائلة كانتاكوزينو الأرستقراطية الرومانية، التي ادعت أنها تنحدر من عائلة كانتاكوزينوس، وهي عائلة نبيلة كانت ذات نفوذ في أواخر حكم الإمبراطورية البيزنطية. أقسم اليمين لأول مرة في أواخر القرن ال11، كانت عائلة كانتاكوزينوي من بين أغنى وأقوى العائلات البيزنطية، تمكنوا لفترة قصيرة من الاستحواذ على العرش الإمبراطوري، مع حكم جون كانتاكوزينوس السادس الذي حكم الإمبراطورية البيزنطية منذ 1347 حتى 1354. بعد سقوط القسطنطينية عام 1453، وصل بعض أفراد عائلة كانتاكوزينوس الممتدة إلى الإمارات الرومانية (والاشيا ومولدافيا)، حيث تمكنوا من أن يصبحوا أقوياء ويزيدوا نفوذهم مرة أخرى. في القرن السابع عشر، بدأت العائلة في الوصول إلى مناصب الحكم، مع شيربان كانتاكوزينو (حكم بين 1678-1688)، عم شتيفان، ليكون أول أمير منتخب من عائلة كانتاكوزينو في والاشيا. صعد شتيفان إلى السلطة عام 1714 من خلال التآمر ضد سلفه قسطنطين برانكوفينو (حكم منذ 1688 حتى 1714).
في عام 1716، اعتقلت الإمبراطورية العثمانية في القسطنطينية شتيفان، الذي كان في الواقع معينًا من العثمانيين، وأعدمته بعد أن تحالف مع الأمير يوجين من سافوي، وهو جنرال بارز في خدمة ملكية هابسبورغ، وشارك في حرب دائمة ضد العثمانيين. خوفًا على حياتها وحياة أطفالها، هربت بونا إلى إيطاليا مع رادو وابنها الأصغر، قسطنطين كانتاكوزينو، برفقة أنطون ماريا ديل تشيارو، الذي شغل منصب سكرتير سلف شتيفان قسطنطين برانكوفينو. هربت العائلة من والاشيا على متن سفينة إنجليزية، ووصلت أولًا إلى صقلية ثم سافرت عبر نابولي إلى روما. كانت بونا تأمل في أن يتحول رادو إلى الكاثوليكية، مما قد يزيد من فرصهم في تلقي مساعدات أوروبا الغربية. لكن رادو لم يفعل ذلك. في عام 1717، وصل كل من بونا ورادو وقسطنطين إلى فيينا، عاصمة ملكية هابسبورغ. تأملت بونا، التي كانت تسكن بالقرب من بوابة كارينثيان، في ضاحية مكتظة بالسكان، في الحصول على اعتراف ودعم من عائلة هابسبورغ لتنصيب رادو أميرًا لوالاشيا. في هذا الوقت تقريبًا، تعرفت العائلة أيضًا على إينوتشينسيو ميكو-كلاين، وهو شخصية دينية رومانية أصبحت ذات نفوذ لاحقًا. دعم البابا كليمنت الحادي عشر مطالبة رادو بوالاشيا، على الرغم من أن كليمنت أشار إلى أن رادو وعائلته لم يتحولوا إلى الكاثوليكية، لكن محاولاته للحصول على دعم من حكومة هابسبورغ باءت بالفشل. خلصت رسالة من يوجين سافوي إلى تشارلز السادس، الإمبراطور الروماني المقدس، بتاريخ 26 أبريل 1717، إلى أن رادو كان أصغر من أن يتم دعمه كمنافس على والاشيا، وأنه يمكن العثور على مرشح أكثر ملاءمة، في حال تم اتخاذ أي خطوة للنضال ضد سيطرة العثمانيين على والاشيا، هو جورجي كانتاكوزينو، ابن شيربان كانتاكوزينو.